# Сочнев, Антонин Николаевич
Антонин Николаевич Сочнев (14 июня 1924, Иваново-Вознесенск (ныне — Иваново), по другим данным — Ивановская область, по третьим — деревня Юдино Вологодского уезда — 24 июня 2012, Москва) — советский футболист, нападающий. Мастер спорта СССР (1949).

## Биография
Родился в Ивановской области. После того как отца назначили директором завода в Иванове, также переехал в город и начал играть за юношеский состав «Красного знамени», затем — за молодёжную и в основную команды. Зимой играл в хоккей с мячом за московский «Метрострой», участник финального матча на Кубок СССР в 1949 году.
Во время Великой Отечественной войны в 1942 году был призван на Балтийский флот, служил на линкоре «Марат» минёром после трёхмесячного обучения в Кронштадте. 6 мая 1942 года принял участие в футбольном матче в блокадном Ленинграде между командой Краснознаменного Балтийского флота и «Динамо». В 1944 году команда «части Лобанова», за которую играл Сочнев, стала обладателем Кубка Краснознаменного Балтийского флота.
После войны играл в КБФ Таллин и за команду КБФ Ленинград во второй группе чемпионата СССР 1945 года, после чего в 1946 году попал в дублирующий состав ЦДКА.
Демобилизовавшись весной 1947 года, в июле оказался в московском «Торпедо», где играл на позиции правого нападающего под 7 номером. Обладатель Кубка СССР 1949 года. В 1951 году выступал за «Шахтёр» Сталино в Болгарии и Румынии. 15 июля 1952 года в первой игре чемпионата с рижской «Даугавой» в столкновении получил травму и закончил выступления за «Торпедо» в основном составе.
В 1954—1955 годах играл в составе ленинградских «Трудовых резервов», стал лучшим бомбардиром чемпионата с 11 мячами в 1954 году. Карьеру игрока закончил в 1955 году в родной команде «Красное знамя».
Затем долгое время работал администратором стадиона «Торпедо». Был тренером, возглавлял симферопольскую «Таврию», коллективы Краснодарского края, работал инспектором матчей.
Скончался в Москве на 89-м году жизни.